# Carl Krümmel
Carl Krümmel (* 24. Januar 1895 in Hamburg; † 21. August 1942 bei Mühlberg) war ein nationalsozialistischer Sportfunktionär und -wissenschaftler und eine hochrangige SA-Führungskraft.

## Leben
Krümmel wurde als Sohn einer Kaufmannsfamilie geboren. Von Kind an war er ein begeisterter Sportler. Als Jugendlicher gründete er einen Schülersportverein und war Jugendsportwart bei „Germania“, dem späteren Hamburger SV. 1912 musste er die Schule wechseln, da er trotz Verbots Leistungssport betrieben hatte. Nach dem Abitur meldete er sich 1914 freiwillig zum Militär; den Fronteinsatz empfand er als körperliche Bewährungsprobe.
1919 beteiligte sich Carl Krümmel als Mitglied des Freikorps des Ritter von Epp an der Niederschlagung der Münchner Räterepublik.
Ebenfalls im Jahre 1919 holte Krümmel den ersten Deutschen Meistertitel im 5000-Meter-Lauf als Mitglied des TSV 1860 München. 1925 wählte der Deutsche Verband der Leibeserzieher (Sportlehrer) ihn zu seinem Vorsitzenden.
Nach dem Krieg studierte Krümmel in München Staatswissenschaft und Anthropologie und beendete das Studium 1922 mit der Promotion zum Thema „Arbeitsfähigkeit und Körpererziehung unter Beachtung biologischer Disziplinen in den Sozialwissenschaften“, die auf der Messung an 4000 bayerischen Schülern basierte. In der Konsequenz setzte sich Krümmel für eine „typenrelevante Körperauslese und Erziehung in der Reichswehr“ ein. Zwischen 1924 und 1933 war er als wissenschaftlicher Unterrichtsleiter an der Heeres-Sportschule in Wünsdorf bei Berlin tätig.
1933 erhielt er den Rang eines SA-Hauptsturmführers und stieg auf der Rangleiter in den folgenden Jahren weiter nach oben.
Nach der „Machtergreifung“ durch die Nationalsozialisten tat sich Krümmel bei einer Sitzung des Deutschen Reichsausschusses für Leibesübungen am 12. April 1933 unrühmlich hervor. Mit judenfeindlichen Zwischenrufen versuchte eine von ihm geführte SA-Truppe die Teilnehmer gegen den Vorsitzenden und sogenannten „Halbjuden“ Theodor Lewald aufzuwiegeln. Nach der Sitzung erklärte Lewald seinen Rücktritt.
Im selben Jahr wurde Krümmel Ministerialdirektor im Reichsministerium für Wissenschaft, Erziehung und Volksbildung, leitete dessen „Amt K“(örpererziehung), gründete in dieser Funktion das „Hochschulinstitut für Leibesübungen“ (HIfL) an der Friedrich-Wilhelms-Universität Berlin und übernahm dessen Leitung. In der Folge gründete er 1935 auch die Führerschule für reichsweite Lehrgänge im Schloss Neustrelitz. In den nachfolgenden Jahren baute er seinen Einfluss im Hochschulsport weiter aus und sorgte dafür, dass die Studenten auf die gesellschaftspolitischen Anforderungen des Nationalsozialismus vorbereitet wurden. Durch seine Funktionen als Professor, Institutsleiter, Ministerialdirektor sowie Direktor der Reichsakademie für Leibesübungen ab 1937 kontrollierte er weitgehend die ideologische Ausbildung von Studenten zu Sportlehrern nach nationalsozialistischen Prinzipien und prägte das Konzept der staatlichen Leibeserziehung. Zum 1. Mai 1937 trat er der NSDAP bei (Mitgliedsnummer 3.934.030). Der von ihm durch das Amt K im Ministerium durchgesetzte Sportunterricht für Jungen war stark an Ausdauer (großflächige Geländespiele) und Mut (Boxen) orientiert. Aber auch die Ausbildung der Sportlehrer war ein Schwerpunkt seiner Arbeit.
Am 21. August 1942 kam Carl Krümmel, der sich in den Jahren zuvor besonders für die Förderung der Luftfahrt starkgemacht hatte, im Alter von 47 Jahren ums Leben, als er in einem von Carl August von Gablenz gesteuerten Flugzeug bei Mühlberg an der Elbe abstürzte. Die Beisetzung von Krümmel erfolgte, nach einem Staatsakt für die Verunglückten im Haus der Flieger in Berlin,  am 25. August 1942 auf dem Waldfriedhof Dahlem.

## Schriften
- (Hrsg.): Athletik. Handbuch der lebenswichtigen Leibesübungen. München 1930.
- mit Peter Jaeck: Die Sporthochschulen der Welt. Der Kongreß für körperliche Erziehung und das Internationale Sportstudentenlager Olympia 1936. Berlin 1937.